# Isolona soubreana
Isolona soubreana là loài thực vật có hoa thuộc họ Na. Loài này được A.Chev. ex Hutch. mô tả khoa học đầu tiên năm 1927.